# Safarali Komildżoni
Safarali Komildżoni (ur. 23 grudnia 1992) – tadżycki zapaśnik walczący w stylu wolnym. Brązowy medalista mistrzostw Azji w 2013. Czternasty na Uniwersjadzie w 2013, jako zawodnik Tadżyckiego Narodowego Uniwersytetu Państwowego w Duszanbe.